# استالین (فیلم ۲۰۰۶)
استالین (انگلیسی: Stalin) فیلمی در ژانر درام به کارگردانی ای‌آر موروگادوس است که در سال ۲۰۰۶ منتشر شد. از بازیگران آن می‌توان به تریشا، پراکاش راج و شارادا اشاره کرد.